# 양자 스핀 액체
응집물질물리학에서 양자 스핀 액체(영어: Quantum spin liquid)는 상호작용하는 양자 스핀으로 이루어진 계에서 일어날 수 있는 물질의 상태이다. 액체라 불리는 이유는 강자성 스핀 상태에 비해 무질서 상태이기 때문이며, 이는 액체인 물이 결정성의 얼음에 비해 무질서 상태라는 것과 같다. 하지만 다른 무질서 상태와는 달리 양자 스핀 액체 상태는 매우 낮은 온도에도 무질서 상태를 유지한다.
양자 스핀 액체 상태는 1973년 필립 앤더슨에 의해 제안되었다. 그가 제시했던 해는 2차원 육방정계 배열의 반강자성 스핀 계의 바닥 상태였다. 양자 스핀 액체는 이후 1987년에 앤더슨이 무질서 스핀 액체로 기술하는 고온 초전도체 이론을 제안하면서 더 관심을 끌게 되었다.
최초의 양자 스핀 액체는 2000년 콜디아 그룹이 육방정계 형태의 Cs2CuCl4에서 발견하였다. 이후 2003년 카노다 그룹이 유기 모트 절연체 κ-(BEDT-TTF)2Cu2(CN)3에서도 발견하였다. 이는 스피논 페르미 면을 가진 에너지 틈 없는 스핀 액체(이른바 균등 RVB 상태)에 해당할 수 있다. 이 스핀 액체 화합물의 상평형 그림은 뮤온 스핀 분광법을 이용해 최초로 도출되었다.
이후 두 번째로 2006년 영 리 그룹이 허버트스미사이트 ZnCu3(OH)6Cl2에서 발견하였다. U(1)-디랙 스핀 액체로 나타날 가능성이 있다.
양자 스핀 액체의 또다른 증거는 2015년 8월, 2차원 물질에서 발견되었다. 미국 오크리지 국립연구소의 연구진은 영국 케임브리지 대학교, 독일 막스 플랑크 복잡계 물리학 연구소와 공동 연구를 통해 그래핀과 유사한 구조를 가진 2차원 물질로부터 마요라나 페르미온이라 불리는 분수 입자의 첫 신호를 관측하였다. 이 실험의 결과는 현재 알려진 양자 스핀 액체의 주요 모형 중에서 키타예프 모형에 들어맞는 것으로 나타났다.